# Frahelž
Frahelž é uma comuna checa localizada na região da Boêmia do Sul, distrito de Jindřichův Hradec.